# Alikianós
Alikianós (en grec : Αλικιανός) est une bourgade de Crète, en Grèce. Elle est située dans le nome de La Canée, à environ 12 kilomètres au sud-ouest de La Canée, sur les contreforts des Lefká Óri.
Alikianós fut le théâtre d'une bataille entre troupes allemandes et alliées (grecques et néo-zélandaises) lors de la bataille de Crète.
Au cours de l'été 1941, plusieurs civils seront assassinés lors d'exécutions de masse perpétrées par les parachutistes allemands ((en) massacre d'Alikianos).